# Bobsleigh nos Jogos Olímpicos de Inverno de 1988
O bobsleigh nos Jogos Olímpicos de Inverno de 1988 consistiu de dois eventos realizados no Canada Olympic Park em Calgary, no Canadá.

## Medalhistas
| Evento           | Ouro                                                                       | Prata                                                                                                  | Bronze                                                                                       |
| ---------------- | -------------------------------------------------------------------------- | --- | -------------------------------------------------------------------------------------------- |
| Duplas detalhes  | União Soviética I Jānis Ķipurs Vladimir Koslov URS União Soviética         | Alemanha Oriental I Wolfgang Hoppe Bogdan Musiol GDR Alemanha Oriental                                 | Alemamha Oriental II Bernhard Lehmann Mario Hoyer GDR Alemanha Oriental                      |
| Equipes detalhes | Suíça I Ekkehard Fasser Kurt Meier Marcel Fässler Werner Stocker SUI Suíça | Alemanha Oriental I Wolfgang Hoppe Dietmar Schauerhammer Bogdan Musiol Ingo Voge GDR Alemanha Oriental | União Soviética II Jānis Ķipurs Gountis Ossis Juris Tone Vladimir Koslov URS União Soviética |

## Quadro de medalhas
| Ordem | País                  | Medalha de ouro | Medalha de prata | Medalha de bronze |   |
| ----- | --------------------- | --------------- | ---------------- | ----------------- | - |
| 1     | URS União Soviética   | 1               |                  | 1                 | 2 |
| 2     | SUI Suíça             | 1               |                  |                   | 1 |
| 3     | GDR Alemanha Oriental |                 | 2                | 1                 | 3 |
| TOTAL | TOTAL                 | 2               | 2                | 2                 | 6 |